# Rudolf von Smetana
Rudolf Smetana, ab 1811 Ritter von Smetana (* 7. September 1802 in Wien; † 2. September 1871 in Gars am Inn) war ein österreichischer Redemptorist.

## Leben
Smetana war ein Sohn eines Gutsbesitzers. Die Familie wurde 1811 in den Ritterstand erhoben. Nachdem der Vater bereits 1810 verstorben war, besuchte Smetana zunächst von 1810 bis 1812 die Theresianische Militärakademie, wurde danach aber von der Familie aufgenommen. Von 1820 bis 1824 absolvierte er an der Universität Wien Rechtswissenschaft. Anschließend trat er eine Beamtenlaufbahn an. 1824 lernte er Franz von Bruchmann kennen, der ihn in den Schubertkreis einführte und dessen Schwester Justine er 1828 heiratete. 1827 erfolgte seine Promotion zum Dr. iur. utr. Nachdem seine Frau bereits 1829 gestorben war, gab er seine Stelle als Konzeptspraktikant bei der Hofkammerprokuratur auf.
Smetana trat 1829 bei den Redemptoristen ein. Er absolvierte das Studium der Theologie, legte 1831 das Ordensgelübde ab und wurde zum Priester geweiht. Er lehrte anschließend als Dozent für Pastoral. 1836 erhielt er die Stelle des Rektors des Studienhauses und des Präfekten der Studenten des Ordens in Wien. 1839 wurde er Konsultor des Generalvikars der transalpinen Redemptoristen Joseph-Armand Passerat. In dieser Zeit war er um die Teilung der Kongregation und die Errichtung einer eigenen österreichischen Provinz 1841 engagiert. Die Zeit der Wiener Revolution 1848 verbrachte er, nach anfänglicher Einmischung, teilweise bei seinem Bruder und im Kloster Altötting, in dem Franz von Bruchmann mittlerweile Leiter war.
Smetana wurde 1850 von Papst Pius IX. zum Generalvikar der transalpinen Kongregation ernannt. In der Folgezeit reiste er durch Europa. Er erhielt zunächst einen Sitz in Koblenz, kam aber 1854 nach Rom. Er betrieb den Aufbau der Kongregation, wobei sein Vorgehen als kompromisslos beschrieben wird. Für die Indexkommission verfasste er ein Gutachten zu den Schriften Anton Günthers, die 1857 letztlich auf den Index gesetzt wurden. Zur Wahl eines Generaloberen der transalpinen Kongregation berief er 1855 ein Generalkapitel ein, scheiterte jedoch als Kandidat. Bereits gesundheitlich geschwächt trat er von seinem Amt als Generalvikar zurück. 1857 zog er sich zunächst nach Altötting, dann in das Kloster Gars zurück.

## Werke (Auswahl)
- Geistliche Uebungen für zehn Tage. Zum allgemeinen Gebrauche, im besonderen für Mitglieder geistlicher Gemeinden, besonders des allerheiligsten Erlösers, Graz 1839 (5. Auflage, Würzburg 1876).
- Sammlung von Briefen des hl. Alphonsus M. von Liguori, Regensburg 1865.
- Christliche Tugenden, Übersetzung der Practica di amar Gesù Cristo vom hl. Alfonsus von Liguori, Regensburg 1865.
- Die Geistliche Schatzkammer, Übersetzung des Trésor Spirituell von M. Ulrich, C.SS.R., Altötting 1866.
- Summarium additionale in quo exhibentur a quibusdam theologicis elaborata responsa ad difficultates contra doctrinam moralem S. Alphonsi a clarissimo P. Antonio Ballerini Soc. Jesu objectas et in animadversionibus R. P. D. Promotoris fidei allegatas, Rom 1870.
- Gott und wir, Gedichte, Münster 1903.